# Caecilia guntheri
Caecilia guntheri és una espècie d'amfibi de la família Caeciliidae que habita a Colòmbia i l'Equador en montans humits tropicals o subtropicals.